# Allium gramineum
Allium gramineum är en amaryllisväxtart som beskrevs av Karl Heinrich Koch. Allium gramineum ingår i släktet lökar, och familjen amaryllisväxter. Inga underarter finns listade i Catalogue of Life.